# عملية عزرا ونحميا

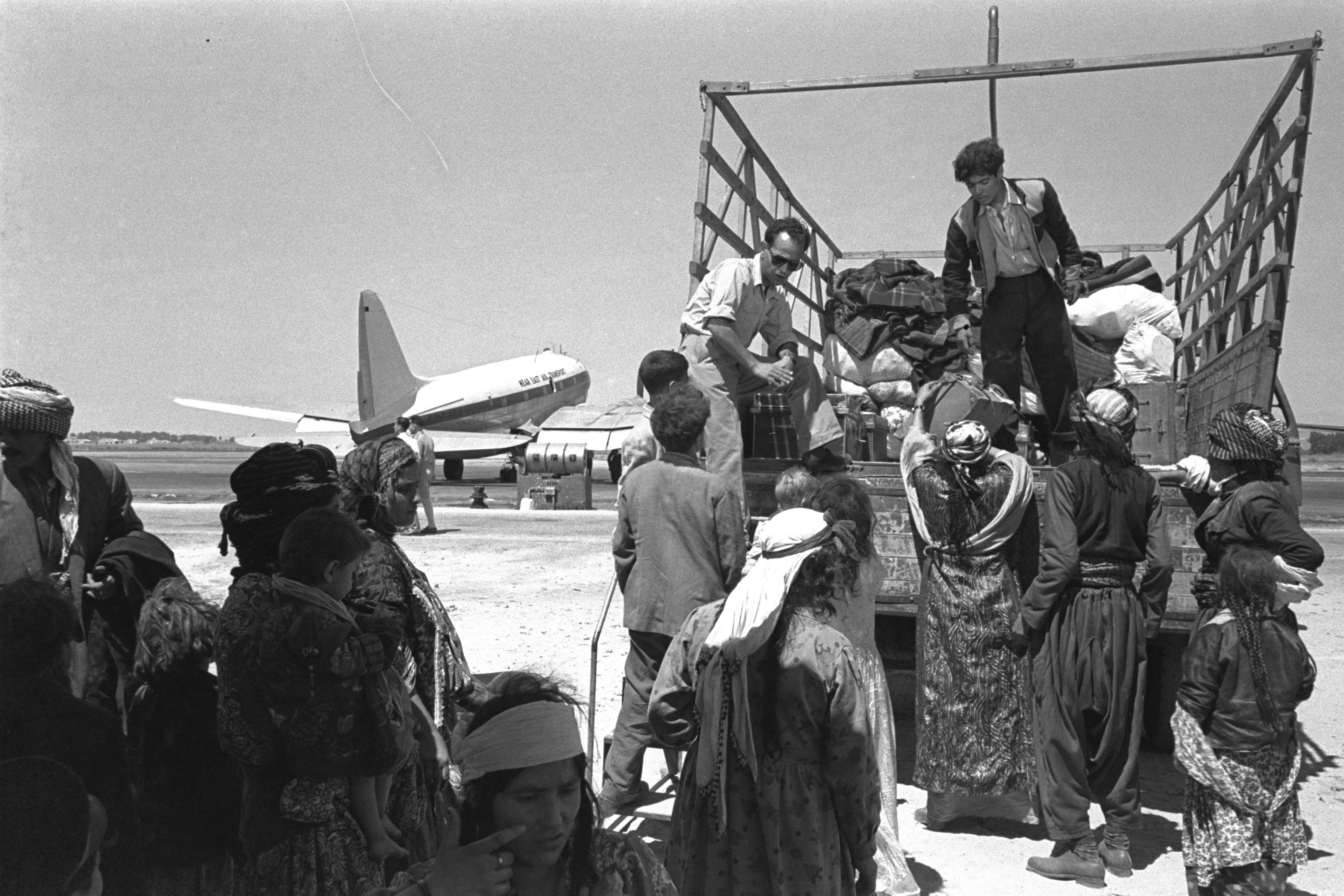
مهاجرون عراقيون يغادرون مطار اللد في طريقهم إلى معبروت عام 1951

شهدت عملية عزرا ونحميا نقل ما بين 120000 و130000 يهودي عراقي جواً إلى فلسطين المحتلة في الفترة بين 1950 و1952 عبر إيران وقبرص. لم يبقى سوى 2,000 يهودي في العراق اعتباراً من عام 1968.
تم تمويل معظم تكاليف العملية البالغة 4 ملايين دولار من قبل لجنة التوزيع اليهودية الأمريكية المشتركة.

## خلفية

### الأربعينيات
كان الفرهود بمثابة نقطة تحول بالنسبة ليهود العراق. ومع ذلك، يرى مؤرخون آخرون أن اللحظة المحورية للمجتمع اليهودي العراقي جاءت بعد ذلك بكثير، بين عامي 1948 و1951، حيث ازدهرت المجتمعات اليهودية جنبًا إلى جنب مع بقية البلاد خلال معظم الأربعينيات. والعديد من اليهود الذين غادروا العراق بعد الفرهود عادوا إلى البلاد بعد ذلك بوقت قصير ولم تتسارع الهجرة الدائمة بشكل ملحوظ حتى 1950-1951. وفي أعقاب الفرهود مباشرة انضم الكثيرون إلى الحزب الشيوعي العراقي. وسرعان ما عادت الحياة الطبيعية إلى بغداد، التي شهدت تحسناً ملحوظاً في وضعها الاقتصادي خلال الحرب العالمية الثانية.

## العكس: السماح بالهجرة اليهودية
في مارس 1950 ألغت الحكومة العراقية الحظر السابق على هجرة اليهود إلى إسرائيل وأقرت مشروع قانون خاص مدته سنة واحدة يسمح بالهجرة اليهودية بشرط أن يتخلى اليهود عن جنسيتهم العراقية. وبحسب عباس شبلاق، يرى العديد من العلماء أن ذلك كان نتيجة للضغوط السياسية البريطانية والأمريكية على حكومة توفيق السويدي، حيث أشارت بعض الدراسات إلى وجود مفاوضات سرية.في البداية لم يقم سوى عدد قليل بالتسجيل.
مباشرة بعد صدور قانون نزع الجنسية في مارس 1950 واجهت حركة الهجرة تحديات كبيرة. في البداية منع الناشطون الصهاينة المحليون اليهود العراقيين من التسجيل للهجرة لدى السلطات العراقية لأن الحكومة الإسرائيلية كانت لا تزال تناقش تخطيط الاستيعاب. ومع ذلك في 8 أبريل 1950 انفجرت قنبلة في مقهى يهودي في بغداد. ووافق اجتماع للقيادة الصهيونية في وقت لاحق من ذلك اليوم على السماح بالتسجيل دون انتظار الحكومة الإسرائيلية. صدر إعلان يشجع التسجيل في جميع أنحاء العراق باسم دولة إسرائيل. في الوقت نفسه، كان المهاجرون يدخلون إسرائيل أيضًا من بولندا ورومانيا، وهي الدول التي قدر رئيس الوزراء ديفيد بن غوريون أن هناك خطرًا من قيام السلطات الشيوعية "بإغلاق أبوابها" قريبًا، وبالتالي أخرت إسرائيل نقل اليهود العراقيين.

## تفجيرات بغداد
من أبريل 1950 إلى يونيو 1951، تعرضت أهداف يهودية في بغداد لخمس هجمات. ثم اعتقلت السلطات العراقية ثلاثة يهود بدعوى أنهم من الناشطين الصهاينة، وحكمت على شخصين، هما شالوم صلاح شالوم ويوسف إبراهيم بصري، بالإعدام. وحُكم على شخص ثالث، يهودا تاجار، بالسجن لمدة 10 سنوات. في مايو ويونيو 1951، اكتشفت مخابئ أسلحة يزعم أنها تخص منظمات صهيونية سرية، ويزعم أن الييشوف قد وفرها بعد حادث الفرهود في عام 1941. ويدور نقاش حول ما إذا كانت القنابل قد زرعها الموساد لتشجيع اليهود العراقيين على الهجرة إلى إسرائيل، أو ما إذا كان المتشددون المسلمون قد زرعوها للمساعدة في طرد اليهود. وكانت هذه المسألة موضوع دعاوى وتحقيقات إسرائيلية.

## عملية جسر جوي
في مارس 1951 نظمت الحكومة الإسرائيلية عملية جسر جوي. كان الانتظار في بغداد فترة متوترة وصعبة. وقد سجل حوالي 50.000 يهودي في شهر واحد، وبعد شهرين كان هناك 90.000 في القائمة. وأذهلت هذه الحركة الجماهيرية الحكومة العراقية التي لم تكن تتوقع أن يتجاوز عدد المهاجرين 8000 شخص. وفي الوقت نفسه، أصدرت الحركة الصهيونية بيانًا دعت فيه اليهود إلى التسجيل للهجرة. بدأ الأمر بما يلي: "يا صهيون، اهربي يا ابنة بابل"، وانتهى بالتالي: "أيها اليهود! إسرائيل تناديكم: اخرجوا من بابل!".
تم تنفيذ العملية من قبل شركة نقل الشرق الأدنى وشركة الطيران الوطنية الإسرائيلية العال. بدأت الرحلات الجوية في منتصف مايو 1951 عندما تم نقل اليهود العراقيين جوا إلى قبرص، ومن هناك تم نقلهم جوا إلى إسرائيل. وبعد عدة أشهر تم تشغيل جسر جوي عملاق مباشرة من بغداد إلى مطار اللد. انتهت عملية عزرا ونحميا في أوائل عام 1952، ولم يتبق سوى حوالي 6000 يهودي في العراق. وهاجر معظم الجالية اليهودية إسرائيل.

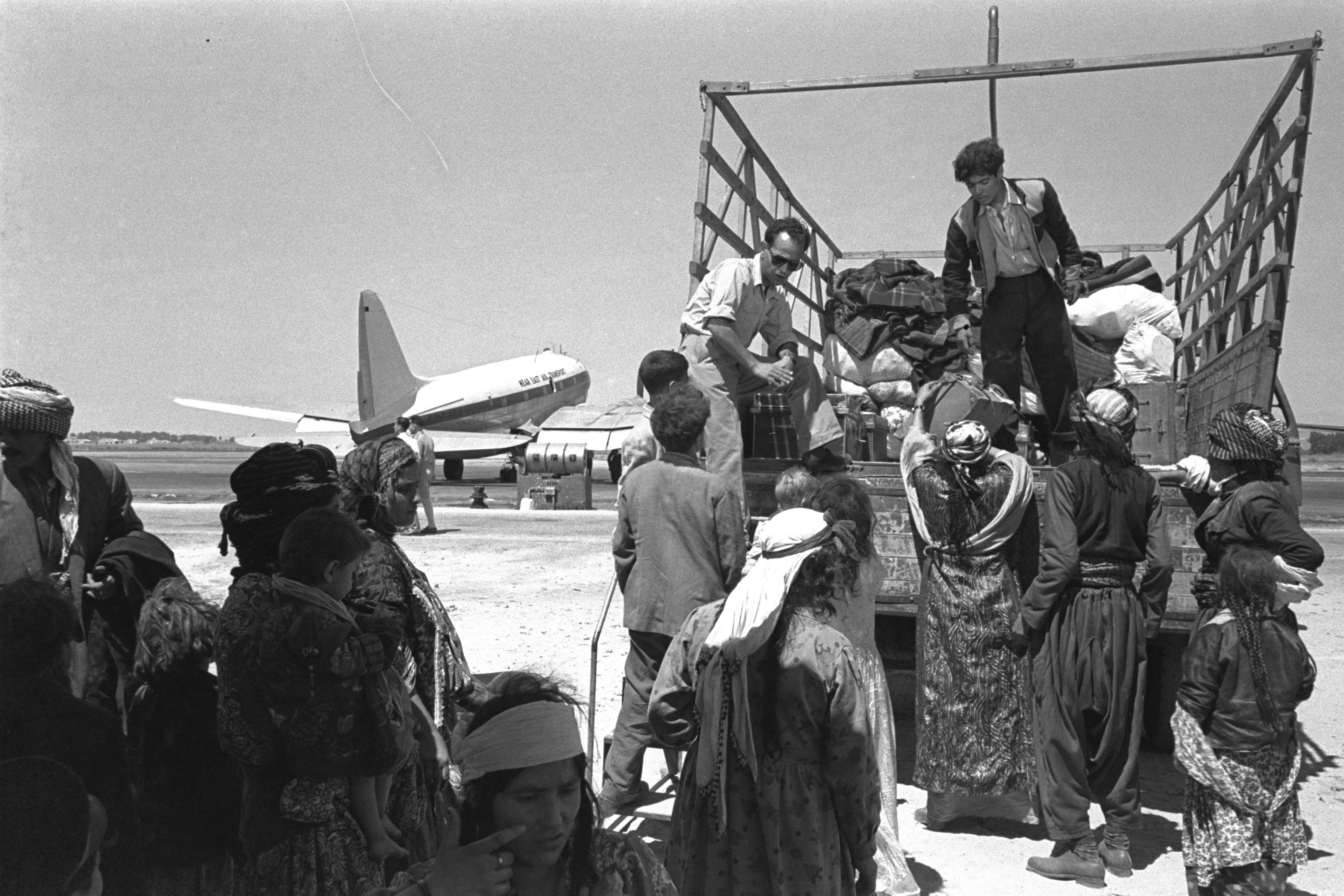
مهاجرون من العراق يغادرون مطار اللد في طريقهم إلى المعبره، 1951